# Rue Andrieux (Paris)
Pour les articles homonymes, voir Rue Andrieux.
La rue Andrieux est une voie du 8e arrondissement de Paris.

## Situation et accès

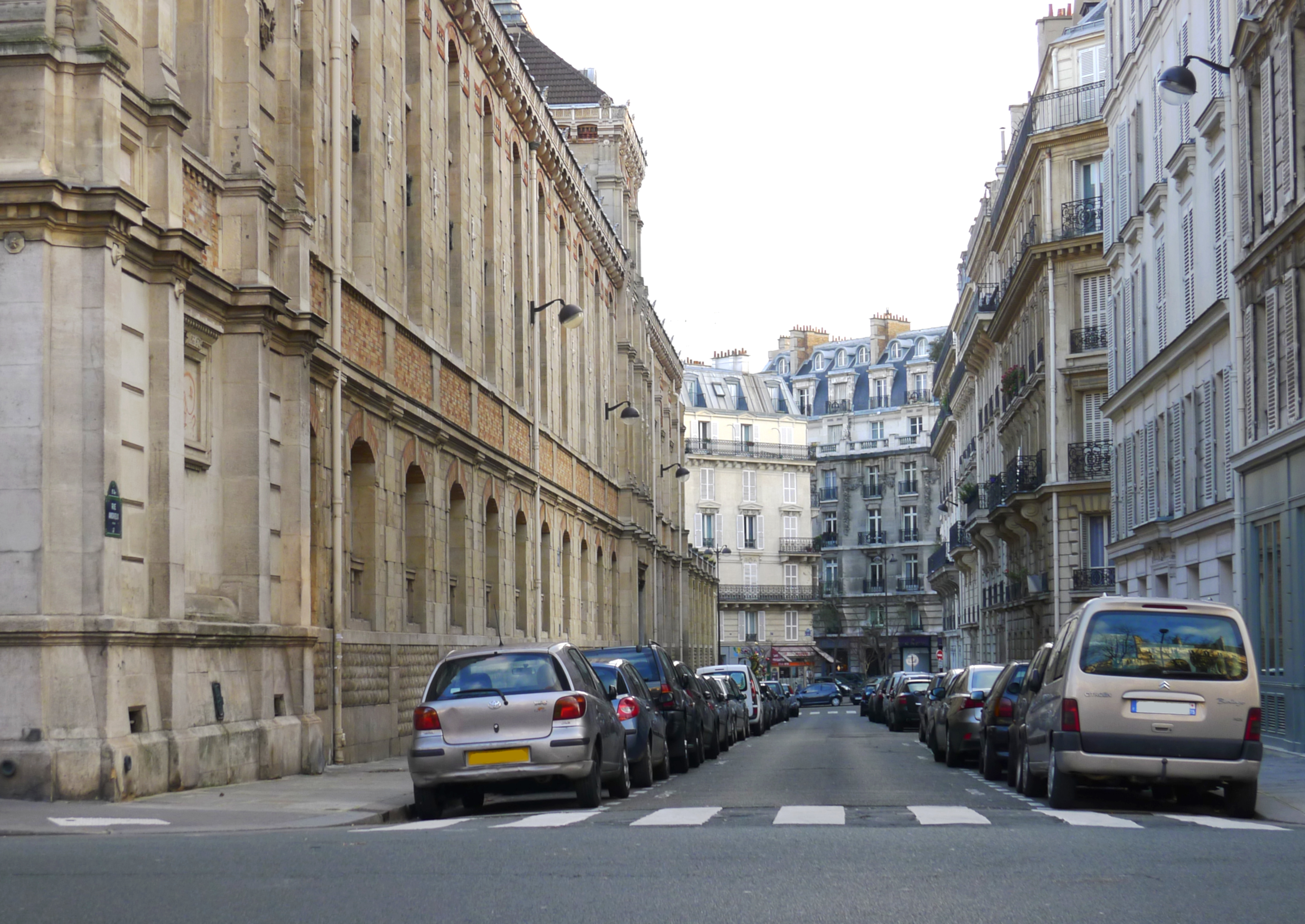
Rue Andrieux vue depuis le boulevard des Batignolles ; à gauche, le lycée Chaptal.

Elle commence place Jean-Pierre-Lévy, se termine au 51, boulevard des Batignolles et longe le lycée Chaptal.

## Origine du nom
Elle porte le nom de l'auteur dramatique François Andrieux (1759-1833).

## Historique
La rue est ouverte et prend sa dénomination actuelle en 1867 pour l'isoler du collège Chaptal.

## Bâtiments remarquables et lieux de mémoire
- La rue longe le lycée Chaptal (côté pair).
- Maria d'Annunzio, née Hardouin, femme de Gabriele D'Annunzio, vécut au numéro 7 après s'être séparée de son mari[1].